# اپسیلون بره
اپسیلون بره یک ستاره است که در صورت فلکی برج حمل قرار دارد.